# Asteriskus (Psalmengebet)
Mit Asteriskus (altgriechisch Ἀστερίσκος Asteriskos „Sternchen“) wird im Stundengebet ein Schriftzeichen (auch Asterisk oder Sternchen *) gemeint, das die Mittelkadenz des Psalmverses anzeigt.

## Erklärung

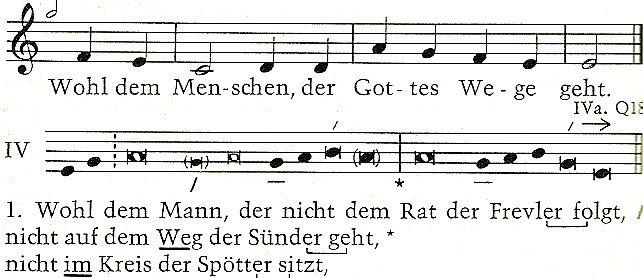
Antiphon und Psalmton mit Asteriskus aus dem Gotteslob (1975)

Der erste und zweite Abschnitt des Verses wird durch das Sternchen geteilt. An dieser Stelle soll der Beter kurz innehalten.
Die Zeichen / (Flexa) und * (Asteriskus) sind beim Gesang der Psalmen und Cantica zugleich auch Pausenzeichen zum Atemholen, wodurch dem Stundengebet ein eigener, meditativer Rhythmus verliehen werden soll. Der Asteriskus wurde im Rahmen der Brevierreform unter Papst Urban VIII. († 1644) eingeführt.
Beim feierlichen Chorgebet einiger Ordensgemeinschaften steht man auf, wenn man beim Asteriskus des letzten Verses vor der Doxologie („Ehre sei dem Vater“) anlangt, und verneigt sich zur Doxologie.

## Beispiel
Das Gloria Patri mit eingefügtem Asteriskus sieht so aus:
Gloria Patri et Filio * et Spiritui Sancto,

sicut erat in principio et nunc et semper *

et in saecula saeculorum, amen.
Ehre sei dem Vater und dem Sohn(e) * und dem Heiligen Geist(e),

wie im Anfang, so auch jetzt und alle Zeit *

und in Ewigkeit. Amen.